# Волков, Павел Павлович
Павел Павлович Волков — советский хозяйственный, государственный и политический деятель.

## Биография
Родился в 1904 году . Член КПСС.
В 1938—1941 — председатель исполнительного комитета Ленинского Совета депутатов трудящихся города Москвы.
В 1941—1943 — заведующий отделом городского хозяйства Московского городского комитета КПСС.
В 1944—1952 — начальник Управления благоустройства исполнительного комитета Московского городского Совета депутатов трудящихся.
В 1952—1958 — начальник Управления озеленения исполнительного комитета Московского городского Совета депутатов трудящихся.
В 1961—1971 — начальник Управления лесопаркового хозяйства исполнительного комитета Московского городского Совета депутатов трудящихся.
С 1971 — персональный пенсионер союзного значения.
За создание машин для механизированной очистки улиц в составе коллектива был удостоен Сталинской премии 1949 года.
Жил в Москве.

## Награды
- Орден Трудового Красного Знамени (07.09.1947, 30.10.1966)
- Орден Знак Почёта (13.07.1940, 01.02.1957)